# 佐久間町
佐久間町為臺灣日治時期臺北市之行政區，共分一～三丁目，位於龍匣口兒玉町之西，以第五任臺灣總督佐久間左馬太為名。戰後劃入古亭區，今臺北市中正區南海路以南、和平西路一段以北的牯嶺街、福州街、廈門街、寧波西街、重慶南路二段、三段之一部份均在町內，牯嶺街在當時名為「佐久間町通」。 

## 町內設施
- 台灣總督府醫學校官舍（現牯嶺街小劇場）
- 南門公會堂